# Psyrana melanonota
Psyrana melanonota är en insektsart som först beskrevs av Carl Stål 1876.  Psyrana melanonota ingår i släktet Psyrana och familjen vårtbitare. Inga underarter finns listade i Catalogue of Life.